# Fritz Jaeckel

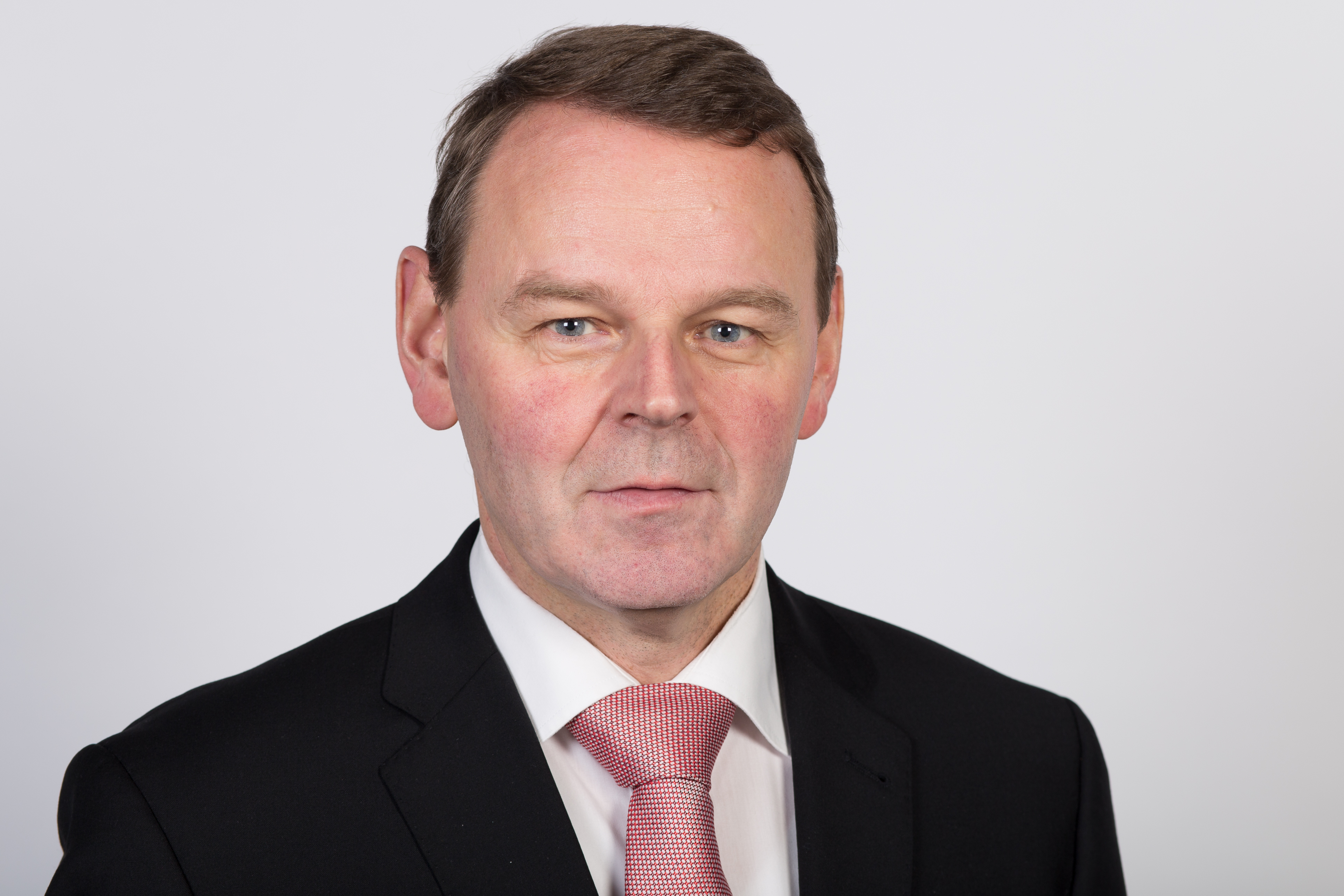
Fritz Jaeckel 2016

Fritz Jaeckel (* 12. Juli 1963 in Flensburg) ist ein deutscher Jurist und Politiker. Er war von November 2014 bis Dezember 2017 sächsischer Staatsminister für Bundes- und Europaangelegenheiten und Chef der Staatskanzlei.

## Leben
Jaeckel besuchte bis zum Abitur 1982 die Domschule Schleswig und leistete anschließend seinen Wehrdienst ab. Er studierte ab 1983 an der Universität Passau Rechtswissenschaften. Sein erstes juristisches Staatsexamen legte er an der Universität Heidelberg ab, sein zweites 1992 in Stuttgart. Anschließend war er als wissenschaftlicher Assistent am Institut für Internationales Wirtschaftsrecht an der Universität Münster tätig, wo er 1994 zur Thematik Die Reichweite der lex fori im internationalen Zivilverfahrensrecht promoviert wurde.
Von 1994 bis 1996 war Jaeckel Justiziar bei der Landesversicherungsanstalt Sachsen in Leipzig. Von 1996 bis 2002 war er persönlicher Referent des Regierungspräsidenten Walter Christian Steinbach in Leipzig und dort anschließend Referatsleiter für Kommunalaufsicht und Sparkassenwesen. Er wechselte dann in das Sächsische Staatsministerium des Innern, wo er eine stellvertretende Referatsleitung übernahm und nach dem Hochwasser im August 2002 in der Leitstelle für den Wiederaufbau in der Sächsischen Staatskanzlei eingesetzt wurde. Ab 2004 war er Leiter eines Referats im Sächsischen Staatsministerium für Umwelt und Landwirtschaft und ab 2007 in der Sächsischen Staatskanzlei mit den Themenschwerpunkten Landtag, Bundesrat und Kabinett. Im April 2008 übernahm er die Büroleitung des sächsischen Ministerpräsidenten. Nach der Versetzung von Herbert Wolff in das Sächsische Staatsministerium für Kultus wurde Jaeckel im Rahmen einer Kabinettsumbildung am 20. März 2012 zum Staatssekretär im Sächsischen Staatsministerium für Umwelt und Landwirtschaft im Kabinett Tillich II berufen. Am 13. November 2014 wurde er von Ministerpräsident Stanislaw Tillich zum Staatsminister für Bundes- und Europaangelegenheiten und Chef der Staatskanzlei im Kabinett Tillich III ernannt. Nach Tillichs Rücktritt und der Ernennung von Michael Kretschmer zu dessen Nachfolger gab er sein Amt zum Jahresende 2017 an Oliver Schenk ab.
Seit dem 1. Mai 2018 ist er Hauptgeschäftsführer der Industrie- und Handelskammer Nord Westfalen in Münster.
Im August 2021 wurde Jaeckel von Ministerpräsident Armin Laschet zum Beauftragten für den Wiederaufbau in den Flutgebieten nach dem katastrophalen Hochwasser ernannt.